# 馬公第一漁港
馬公第一漁港，俗稱築港，位於台灣澎湖縣馬公市啟明里、重慶里（媽宮東甲、馬公街築地町），主管單位為澎湖縣政府，位處澎湖本島馬公半島南側，西鄰馬公商港、東倚馬公第二漁港。:1672017年已轉型為遊艇碼頭使用。

## 歷史沿革
馬公古稱媽宮，位處澎湖大山嶼內灣，周圍有西嶼、頂山嶼和風櫃半島遮蔽季風，且水深海闊、水域穩靜，形成一四季皆可停泊船隻的天然良港:117，自明代以降，便成為軍艦和漁船的駐用的海港，因港澳處有一奉祀媽祖的宮廟（即澎湖天后宮），因而得名。

### 清領時期
媽宮自清領時期，漁業活動多集中於今馬公商港所在位置，光緒15年（1889年）媽宮城竣工後，港埠區分為「官用碼頭」和「商用碼頭（水仙宮渡頭）」，皆落在媽宮南甲區域（古稱「海頭」，今馬公市復興里一帶）。

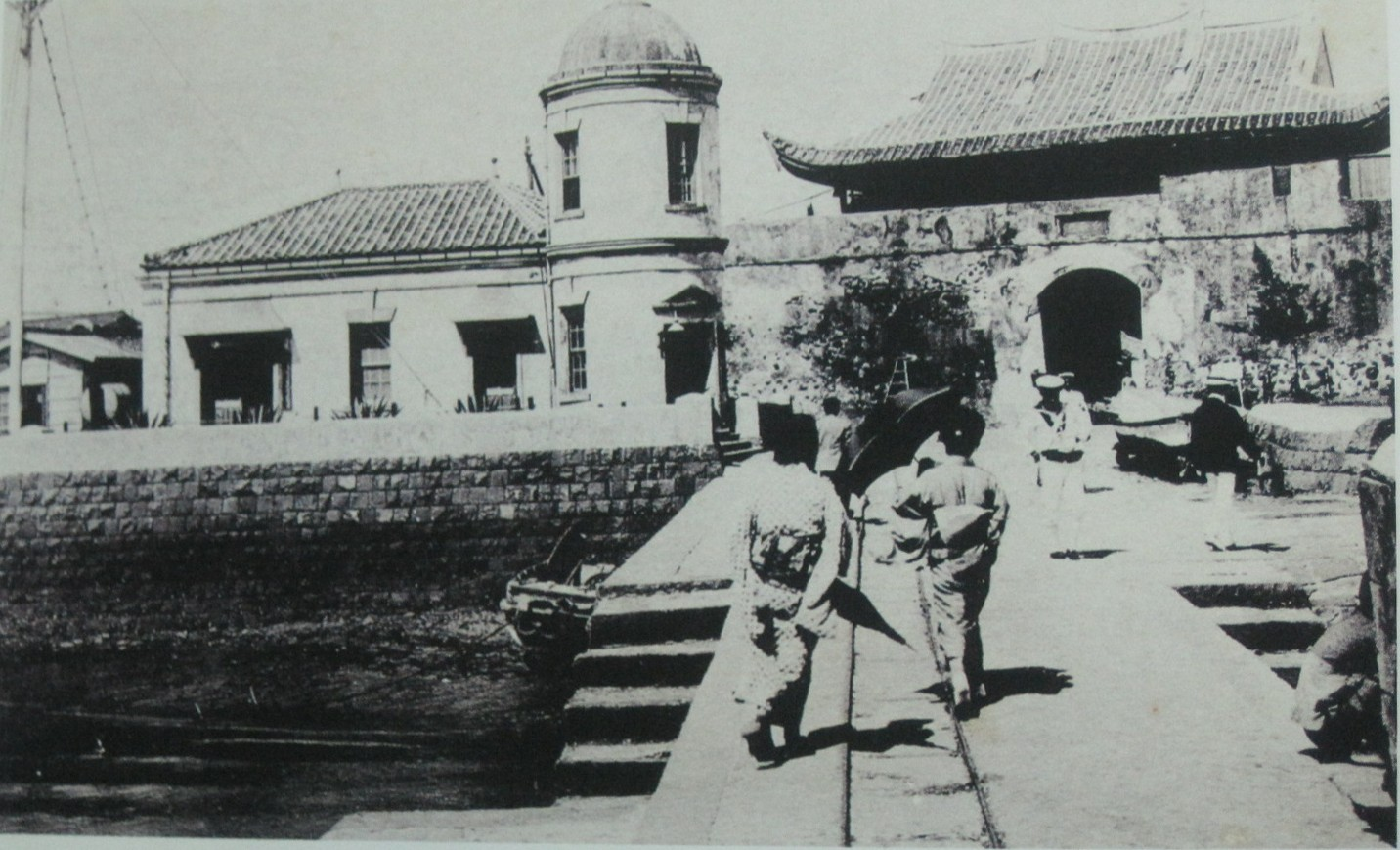
圖為澎湖廳城即敘門（小南門）和水上派出所。照片拍攝地點即位於媽宮南甲（今馬公市復興里）。在1940年之前，包括清領時期在內，馬公漁港所在皆坐落於此。

### 日治時期
1895年（光緒21年、明治28年）新曆5月10日，清日易幟，日本帝國設立臺灣總督府，以其為管理臺灣和澎湖群島的最高行政機關，臺灣總督府於該年12月啟動台灣產業調查，當時澎湖沿海村莊從事漁業活動高達七、八成，但漁撈技術落後，且捕魚範圍僅限沿岸，產量僅能供應產地周遭，尚無產銷規模可言。:14-15、21
明治36年（1903年），澎湖廳在媽宮城外的南岸鋪建海埔新生地；明治37年（1904年），第二棧橋以東的新生地被命名為「築地町」，故之後第一漁港所在處，被民間稱之為「築港」。

明治43年（1910年），澎湖廳開辦「澎湖水產會」，辦理引進動力船、漁具改良補助計畫等業務，皆在今媽宮商港區活動:14-15，當時媽宮港區仍保持漁船、商船混雜的使用狀態，而到1920年代，媽宮港區面臨水深不足、大型船隻停泊不便的問題，於是澎湖廳在大正13年（1924年）、昭和四年（1929年）和昭和六年（1931年）間，三次延請工程技師進行築港評估調查，後於昭和10年（1935年）正式擬訂馬公港新的建港計畫。:184

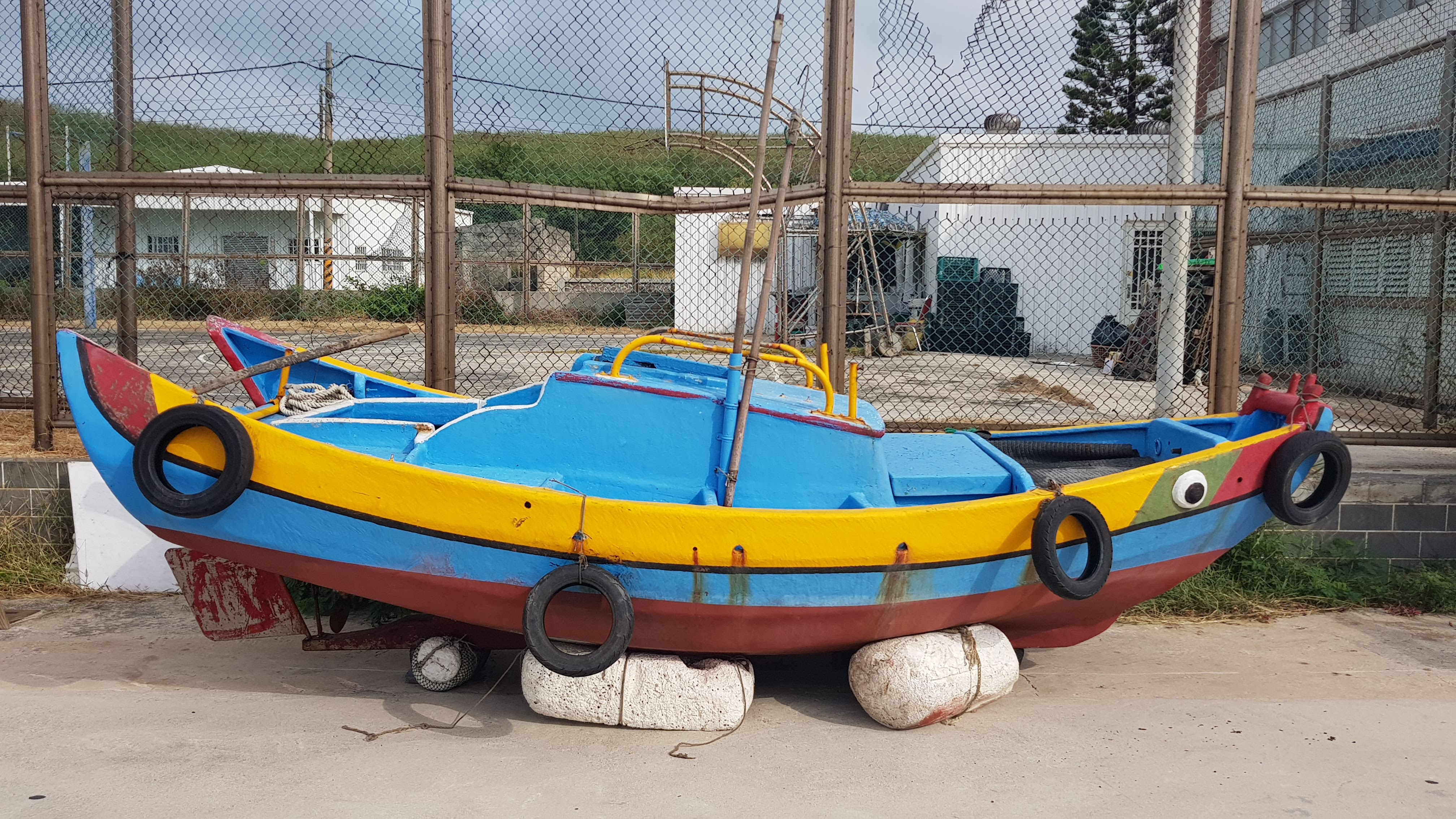
人工搖櫓的舢舨船。（亦作大目船、透西船）

因應昭和12年（1937年）7月7日蘆溝橋事件爆發，日本帝國與國民政府領導的中華民國展開第二次中日戰爭。嗣後日本當局也頒布澎湖港區與中國沿海岸口通商的禁令，將馬公港轉用為軍事港口，不再開放漁業和商業用途，澎湖廳遂決議按計畫另築漁港。:184-185
昭和10年（1935年），珠諾號事件發生。
昭和13年（1938年），澎湖廳擇於馬公港第三棧橋北側（今馬公商港東北側）起造，所需的土方、石頭等材料乃媽宮城拆卸而來，媽宮城朝陽門（東門）至拱辰門（北門）的城牆段被全數拆除，用以填海、築堤與推砌岸壁，工程歷時三年，將原馬公街東側沿海的海崖全修築成人工岸壁（舊稱「海尾」，今啟明里東側的臨海路沿岸），並延伸兩座圍堤，計可供六十艘漁船停靠，陸上則興建製冰廠、貯油槽、船塢（船揚場）、魚市場等現代化港口附屬設施，總計耗費853萬日圓，今「馬公第一漁港」順利於昭和15年（1940年）4月竣工:184-185，但在昭和20年（1945年）之際，逢太平洋戰爭末期受到美軍空襲、戰火波及影響，馬公港區（含第一漁港）損毀嚴重。:167

### 中華民國時期

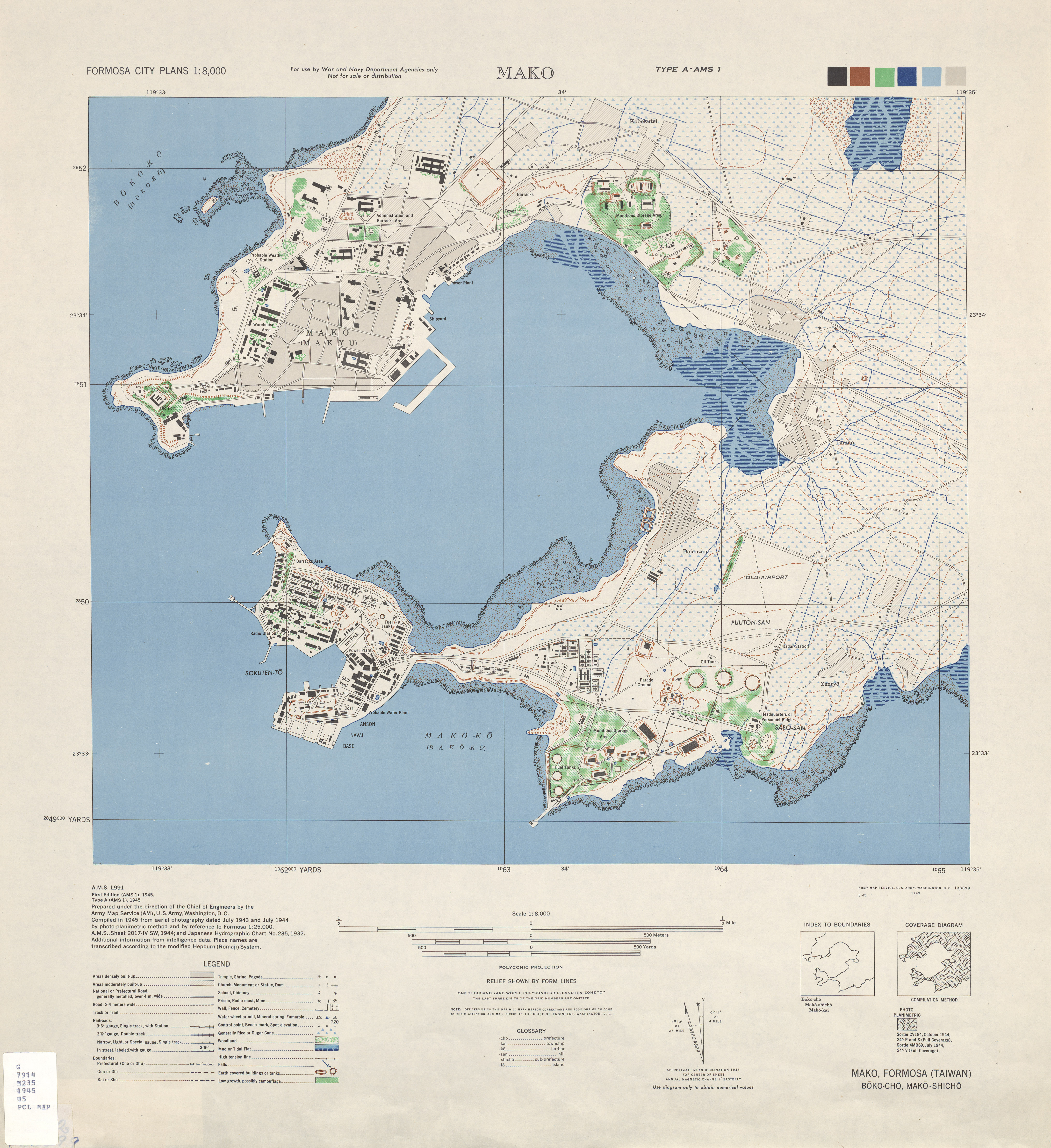
1945年，美軍測繪的馬公商港與馬公第一漁港。當時第二漁港尚未興建，而文澳與案山一帶尚是一片幅員遼闊的潮間帶，在1970年後悉數成為馬公第三漁港的築港腹地。

1945年戰後初期，百廢待舉，國民政府接受收臺灣後，官方財力有限，漁港整建工程多仰仗天主教會物資、材料補給，由民間發起勞動出力修築，澎湖群島內僅有馬公漁港和將軍澳的漁港可供避風，陸上也有較完善的漁港設施，而全澎湖縣僅有十餘艘動力漁船，其餘均為小型舢船，漁獲產能明顯不足。:117-119而因澎湖空襲毀損的馬公港區，約莫至民國44年（1955年）才大體恢復港埠區的機能。
嗣後國民政府為增加漁業產值，開始於澎湖各處闢建漁港設施，並在民國48年（1959年）間，於馬公第一漁港堤岸北側興建「馬公第二漁港」。根據2005年賴惠敏主編《續修澎湖縣志．財政志》記載，民國39年至70年（1950年－1981年）間使用於馬公漁港的經費為新台幣3100萬元整。:117-119
民國73年（1984年）蔡平立編著《馬公市志》中，記述馬公第一漁港泊地面積約24,300平方公尺，南北長約270公尺，水深9公尺，可停泊漁船隻約一百多艘；又民國55年（1966年）間，澎湖區漁會在第一漁港和第二漁港之間興建一製冰廠，日產達冰塊60噸，可冷凍6噸、冷藏800噸的海鮮產品。
民國40年代至70年代（約1950年代至1980年代）為澎湖漁業快速發展的高峰期，但因沿海的漁業資源日益枯竭，漁獲量約於民國70年代（1980年代）明顯下滑:89；但馬公第三漁港增建案仍於民國69年（1980年）拍板進行，第一期工程於民國76年（1987年）完工，後陸續有四期工程，至民國91年（2002年）第四期工程案落幕為止，總計耗資新台幣15億9930萬元，而馬公地區的漁船作業中心也從原第一漁港、第二漁港遷移至第三漁港。:166、175

#### 轉型遊艇碼頭
因應馬公第一漁港的漁業功能性下降，澎湖縣政府遂規劃將第一漁港轉型為供旅遊休憩目使用的港口，在民國105年（2016年）5月25日簽訂「澎湖縣第一漁港遊艇泊區整建營運移轉案」，行政院農委會漁業署在民國106年（2017年）元月11日核准，縣府委外招標，現轉型為遊艇碼頭，由亞澎遊艇開發股份有限公司經營，提供岸水、岸電、燃油等設施。

## 圖輯

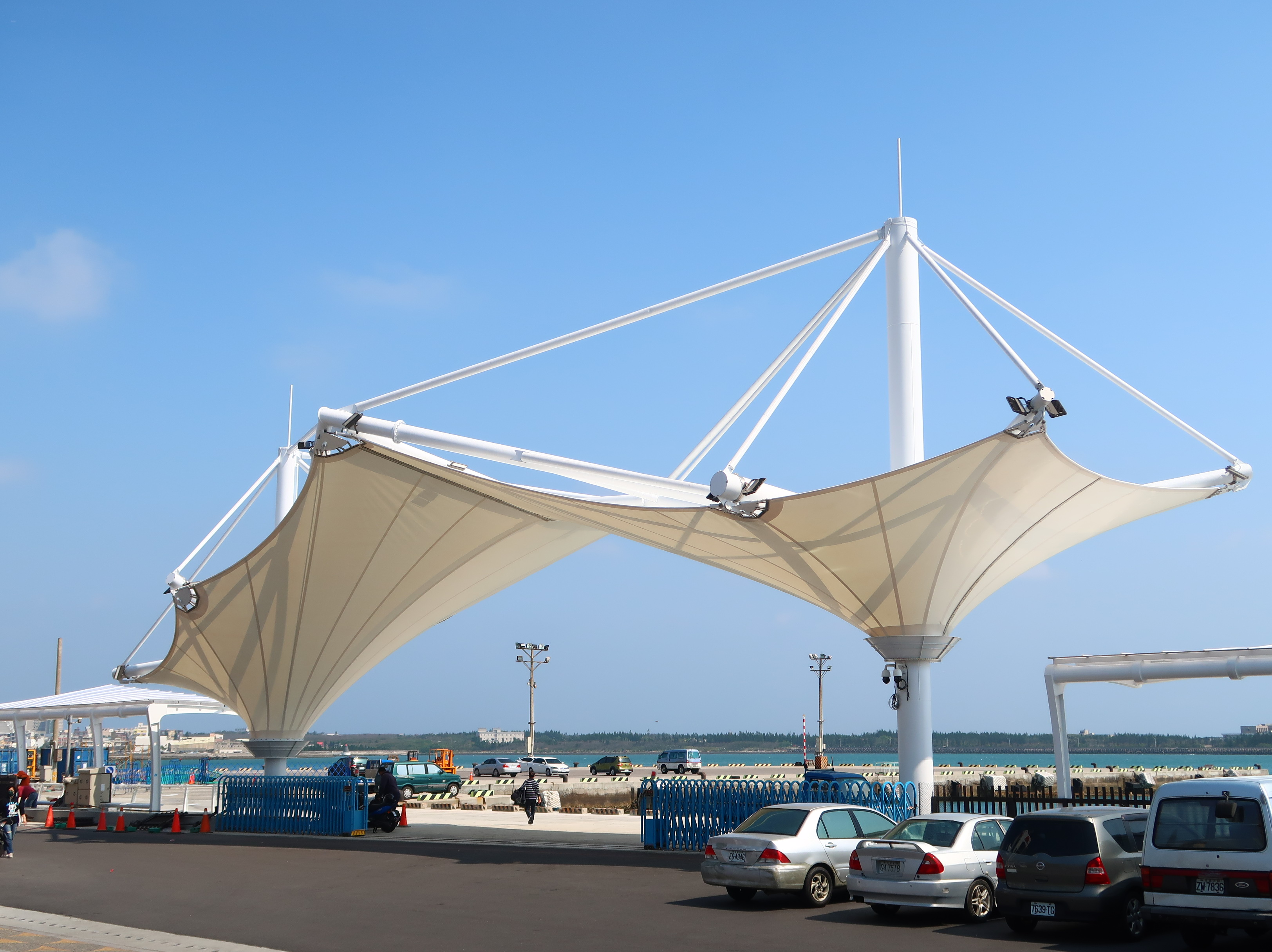
藝術造景
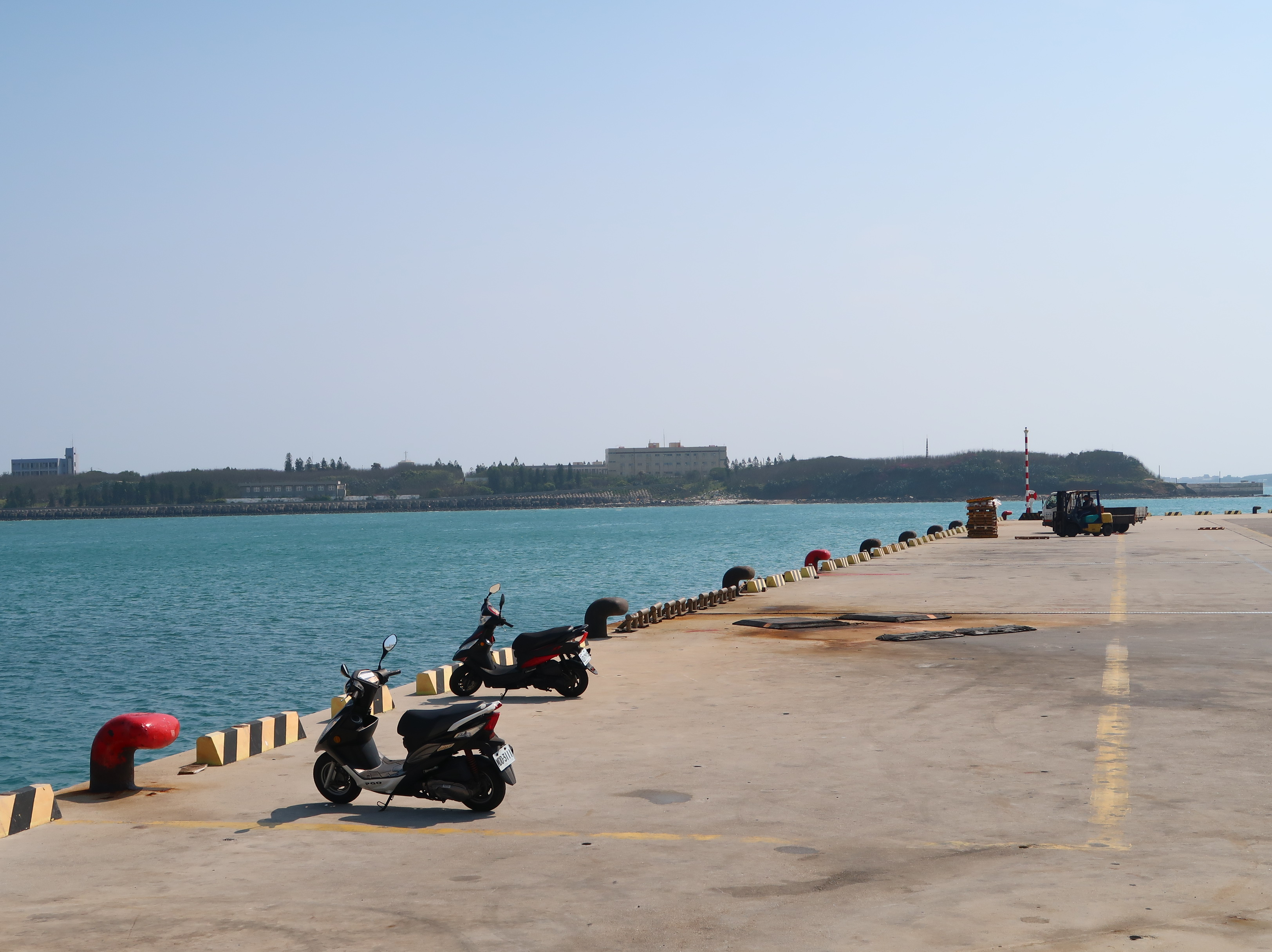
第一漁港突堤
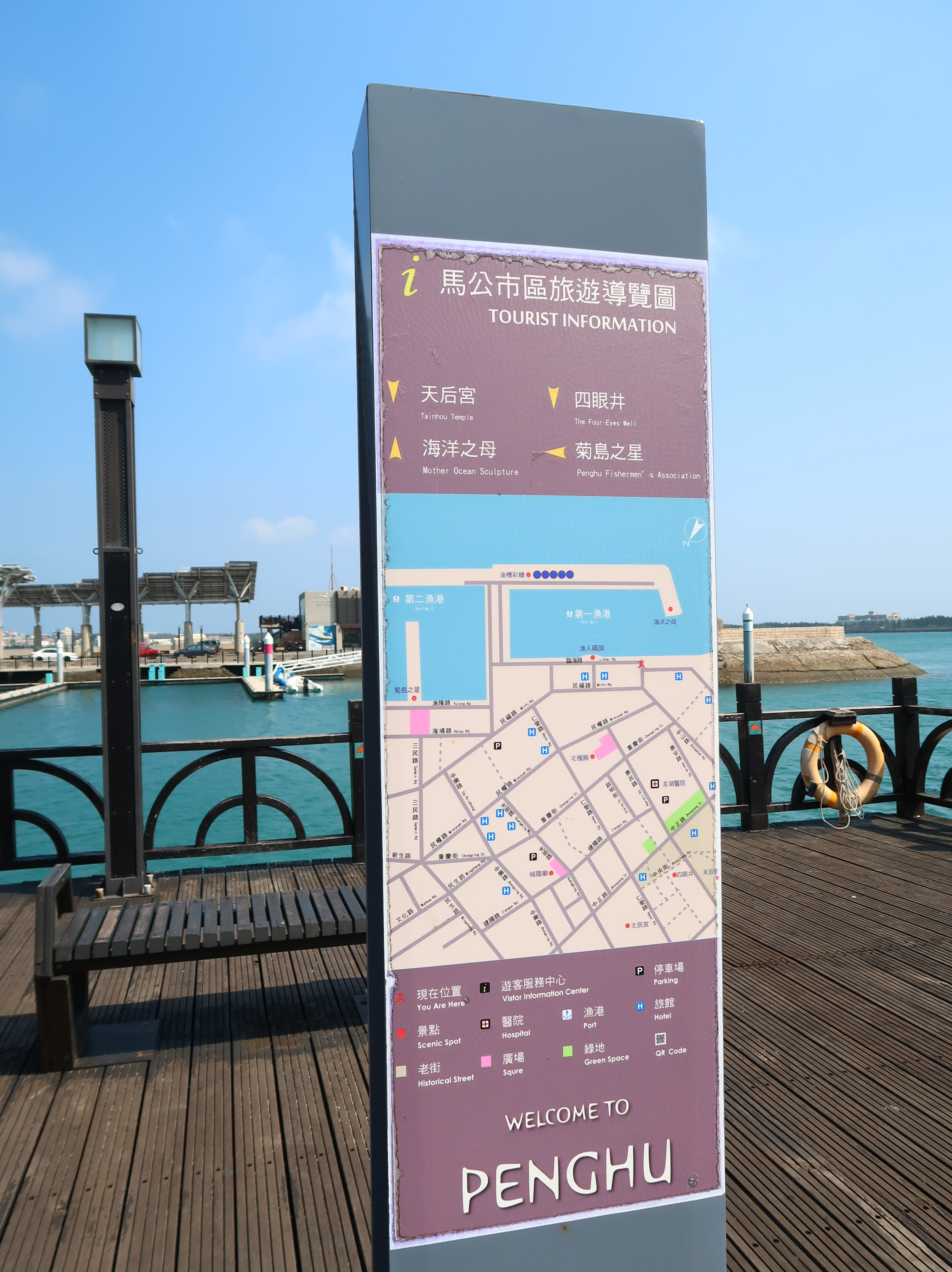
港區導覽圖
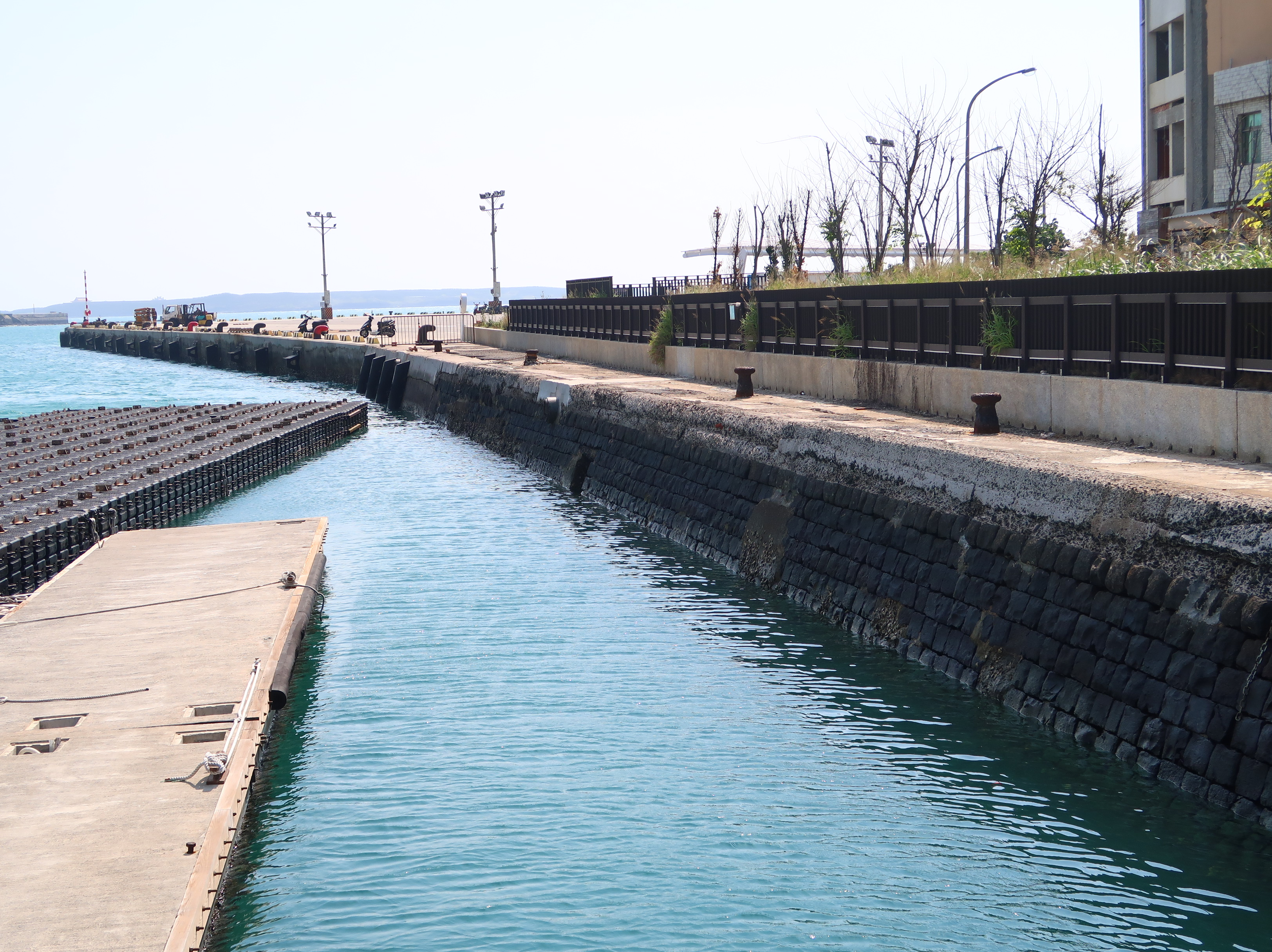
昭和年間構築之岸堤
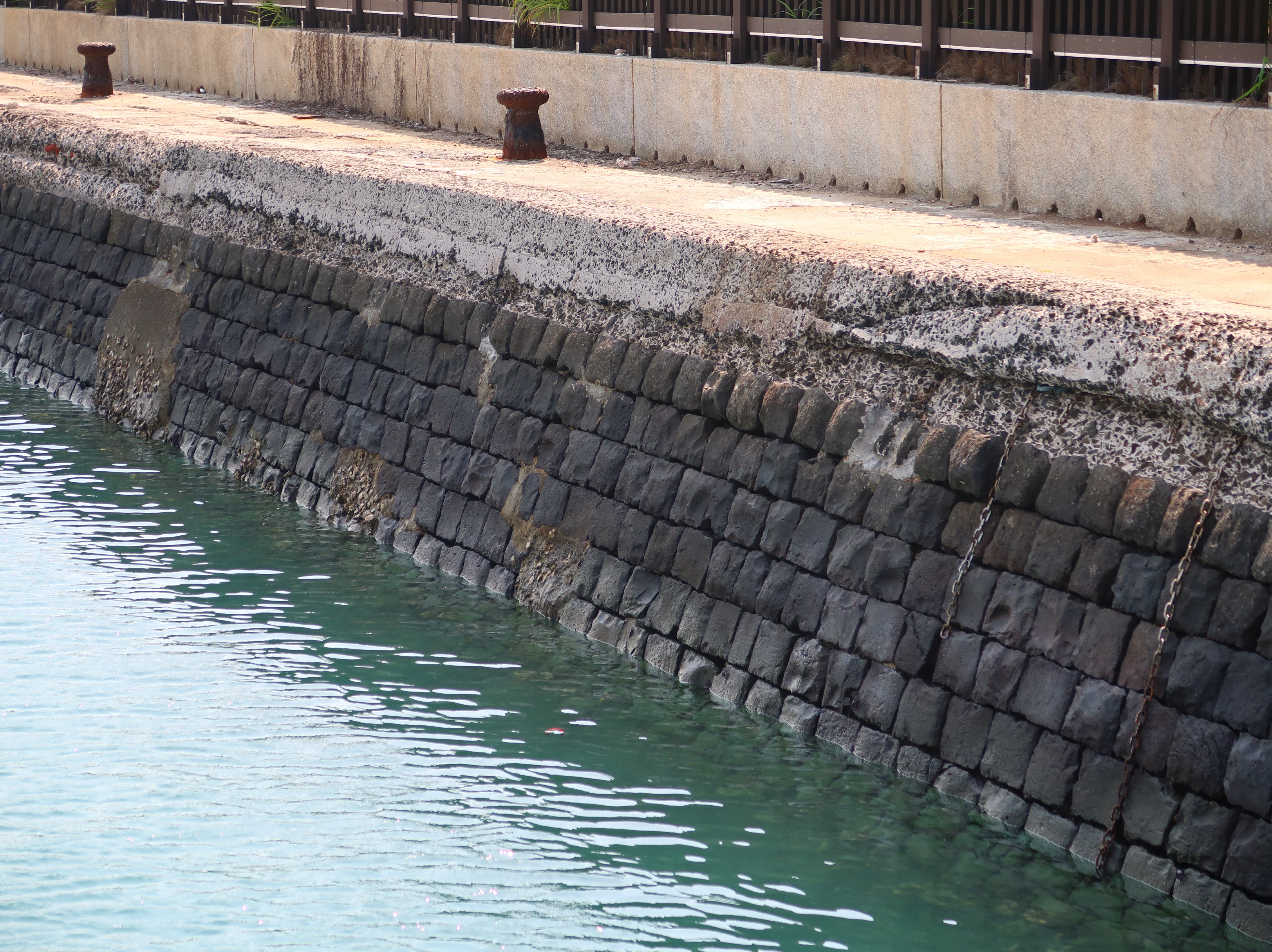
岸堤近照（臨海路）
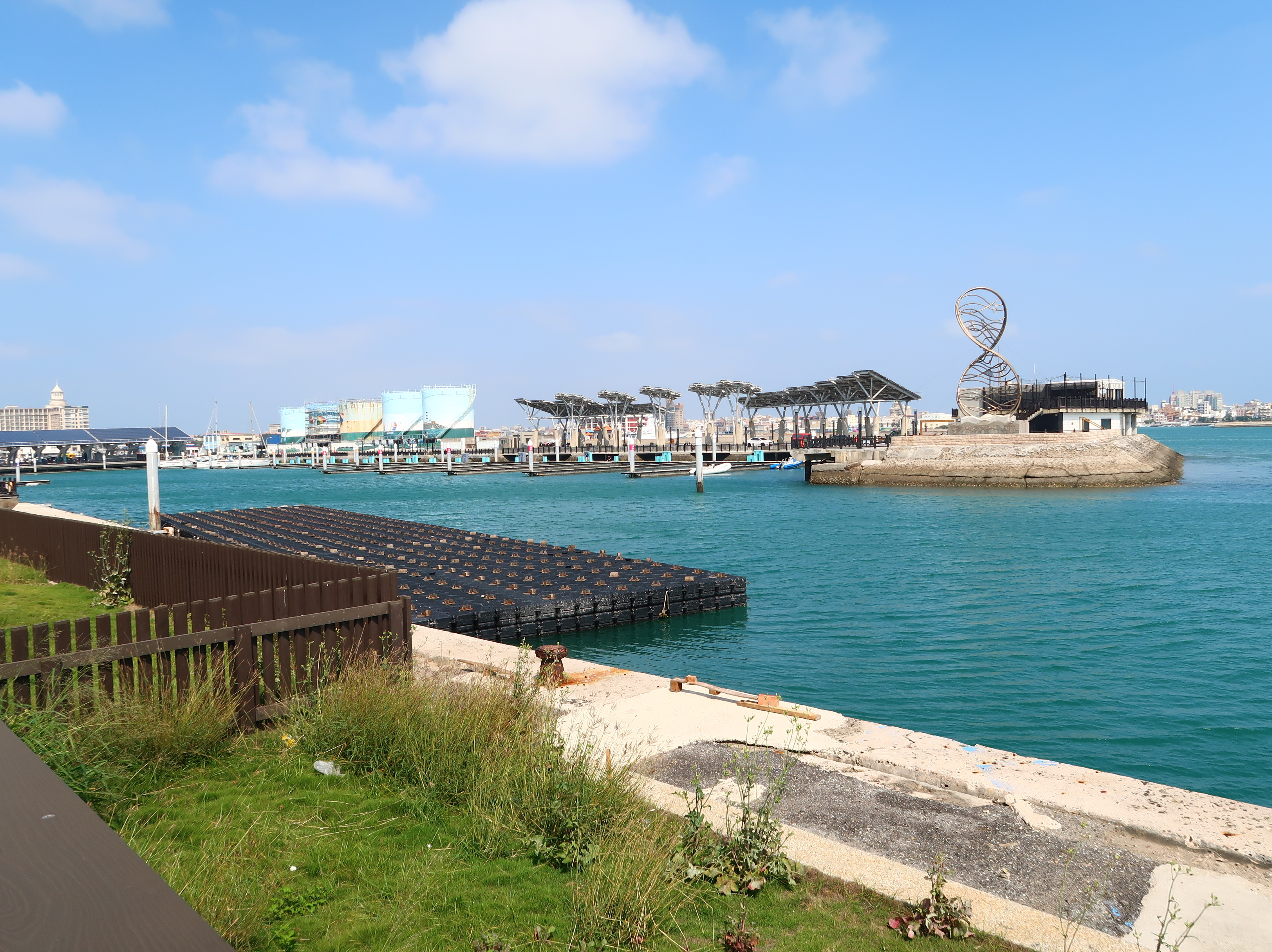
造景：海洋之母
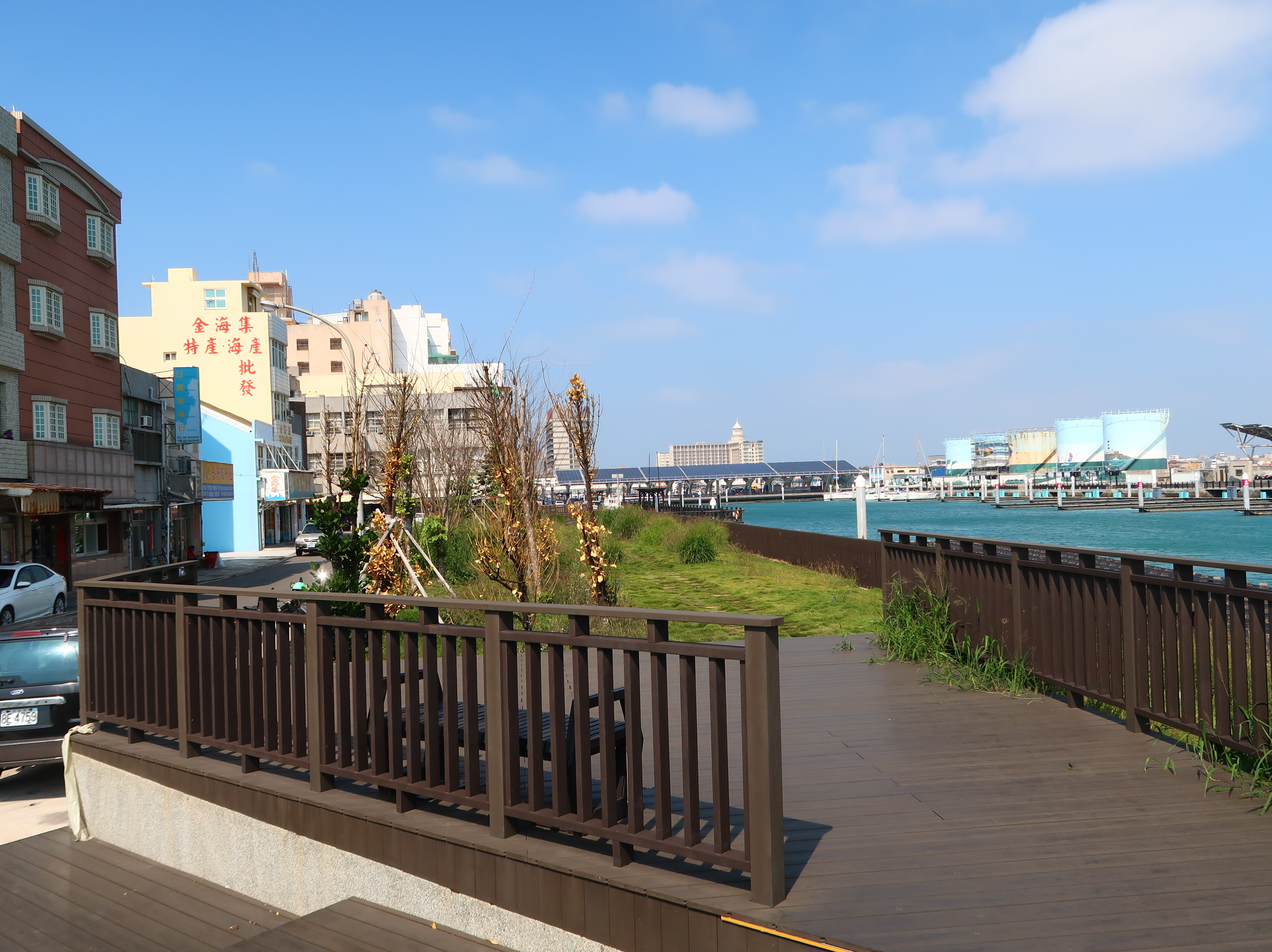
臨海路草皮

## 外部連結
23°33′47″N 119°34′06″E / 23.56306°N 119.568206°E
- 海巡署南部分署－馬公漁港復興安檢所
- 澎湖亞果遊艇會的Facebook專頁